# Djahid Berrahal
Djahid Berrahal, né le 24 janvier 1994, est un lutteur libre algérien.

## Carrière
Djahid Berrahal est médaillé d'argent dans la catégorie des moins de 125 kg aux Championnats d'Afrique de lutte 2020 à Alger.
Finaliste du tournoi de qualification Afrique-Océanie à Hammamet, il se qualifie pour les Jeux olympiques de Tokyo.